# Renato II di Lorena

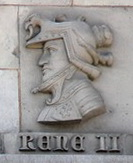
Bassorilievo di Renato II sulla Porte de la Craffe a Nancy

Renato II di Lorena (Angers, 2 maggio 1451 – Fains, 10 dicembre 1508) fu conte di Vaudémont dal 1470, duca di Lorena dal 1473 e duca di Bar dal 1480. Rivendicò il Regno di Napoli e la Contea di Provenza come duca di Calabria dal 1480 al 1493 e come Re di Napoli e di Gerusalemme dal 1493 al 1508. Successe a suo zio Giovanni di Vaudémont come conte di Harcourt nel 1473 scambiandola con la contea di Aumale nel 1495. Successe come conte di Guisa nel 1504.

## Biografia
Nato ad Angers, era figlio di Federico II di Vaudémont e di Iolanda d'Angiò
Renato trascorse la sua giovinezza alla corte del nonno Renato d'Angiò, tra Angers e la Provenza, ma studiò anche a Firenze, da Giorgio Antonio Vespucci. Subentrò al padre nel 1470 per il Vaudémont ed ereditò poi da suo zio, agli inizi del 1473, le cariche di capitano d'Angers e di siniscalco e governatore d'Angiò.

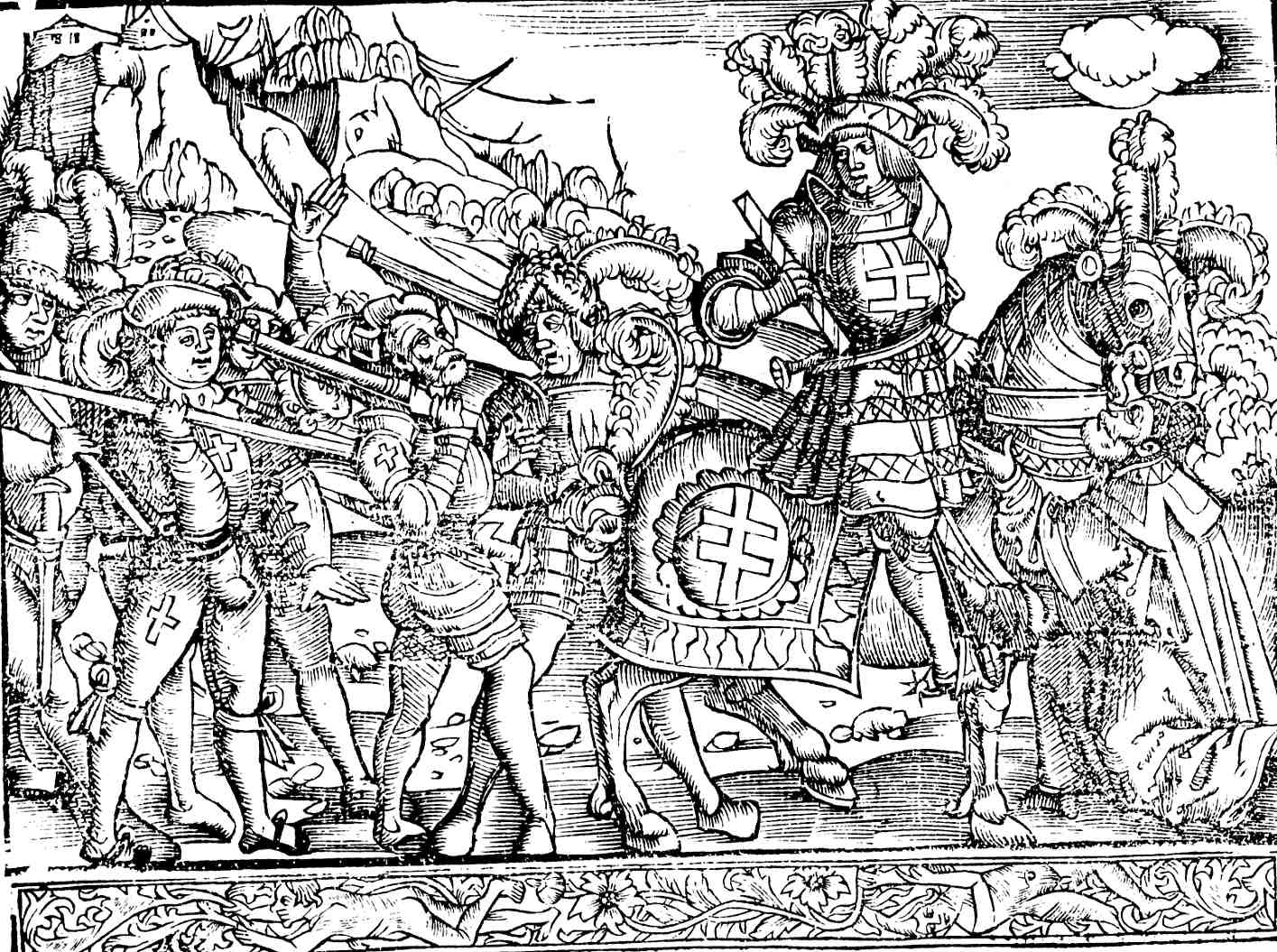
Il duca Renato II alla testa delle sue truppe svizzere davanti alla città di Saint-Dié (Liber Nanceidos (Pierre de Blarru, 1519)

Nel 1473 succedette a suo cugino, il duca Nicola I di Lorena, e si trovò a governare un ducato coinvolto nelle mire espansionistiche di Luigi XI di Francia e di Carlo il Temerario. Dapprima preferì il sovrano borgognone, ma quando quest'ultimo cominciò ad installare guarnigioni in Lorena, Renato fraternizzò segretamente con il monarca francese (9 luglio 1474) e denunciò la sua alleanza con il ducato di Borgogna (1475). Carlo il Temerario invase il ducato e Renato dovette abbandonare Nancy (11 gennaio 1476). Il duca lorenese riprese la città il 5 ottobre dello stesso anno ed andò in Svizzera per ottenere rinforzi, che furono determinanti per la sconfitta finale del duca di Borgogna nella Battaglia di Nancy (5 gennaio 1477).
In seguito Renato entrò in disaccordo con Luigi XI, in quanto quest'ultimo aveva messo le mani sull'intera eredità del nonno Renato I nel 1481, lasciandogli soltanto il Ducato di Bar.
Scese in Italia e sconfisse il duca di Ferrara nella Battaglia di Adria, essendo alleato ai veneziani.
Nel 1485 prese parte alla prima fase della cosiddetta guerra folle, ma si ritirò prudentemente dalla coalizione dei principi sin dalla pace di Bourges nello stesso anno.
Nel 1488 i sudditi del re di Napoli si ribellarono ed offrirono la corona a Renato, il quale organizzò una spedizione per prendere possesso del regno, ma il re Carlo VIII di Francia glielo impedì, volendo lui stesso conquistare il regno partenopeo.
Renato si ammalò nel corso di una battuta di caccia a Fains e morì il 10 dicembre 1508.

## Matrimoni e discendenza
Renato sposò dapprima ad Angers, il 9 settembre 1471 Giovanna d'Harcourt, contessa di Tancarville († 1488), figlia di Guglielmo d'Harcourt, conte di Tancarville, visconte di Melun, e di Iolanda di Laval. Quando nel 1485 divenne evidente che ella non poteva avere figli, il duca la ripudiò.
Egli si risposò a Orléans il 1º settembre 1485 con Filippina di Gheldria (1467 – 1547), dalla quale ebbe:
- Carlo (1486), morto infante;
- Francesco (nato e morto nel 1487);
- Antonio (1489 – 1544), duca di Lorena;
- Anna (1490 – 1491);
- Nicola (1493), morto infante;
- Isabella (1494 – 1508);
- Claudio (1496 – 1550), duca di Guisa, conte d'Harcourt, conte d'Aumale, barone d'Elbeuf, signore di Mayenne e di Joinville;
- Giovanni (1498 – 1550), cardinale, vescovo di Toul, di Metz e di Verdun;
- Luigi (1500 – 1528), vescovo di Verdun, poi conte di Vaudémont;
- Claudio (1502), morto infante;
- Caterina (1502), morta infante;
- Francesco (1506 – 1525), conte di Lambesc, morto nella battaglia di Pavia.

## Ascendenza
|                          |                  |                           | Genitori                      |  |  | Nonni |  |  | Bisnonni                |  |  | Trisnonni            |  |
|                          |                  |                           |                               |  |  |       |  |  | Federico I di Vaudémont |  |  | Giovanni I di Lorena |  |
|                          |                  |                           |                               |  |  |       |  |  | Federico I di Vaudémont |  |  | Giovanni I di Lorena |  |
|                          |                  | Sofia di Württemberg      |                               |  |  |       |  |  | Federico I di Vaudémont |  |  |                      |  |
| Antonio di Vaudémont     |                  |                           |                               |  |  |       |  |  | Federico I di Vaudémont |  |  |                      |  |
|                          |                  | Margherita di Joinville   | Enrico V di Joinville         |  |  |       |  |  |                         |  |  |                      |  |
|                          |                  | Margherita di Joinville   | Enrico V di Joinville         |  |  |       |  |  |                         |  |  |                      |  |
|                          |                  | Margherita di Joinville   | Maria di Lussemburgo-Ligny    |  |  |       |  |  |                         |  |  |                      |  |
| Federico II di Vaudémont |                  | Margherita di Joinville   |                               |  |  |       |  |  |                         |  |  |                      |  |
|                          |                  | Giovanni VII d'Harcourt   | …                             |  |  |       |  |  |                         |  |  |                      |  |
|                          |                  | Giovanni VII d'Harcourt   | …                             |  |  |       |  |  |                         |  |  |                      |  |
|                          |                  | Giovanni VII d'Harcourt   | …                             |  |  |       |  |  |                         |  |  |                      |  |
| Maria d'Harcourt         |                  | Giovanni VII d'Harcourt   |                               |  |  |       |  |  |                         |  |  |                      |  |
|                          |                  | Maria d'Alençon           | Pietro II d'Alençon           |  |  |       |  |  |                         |  |  |                      |  |
|                          |                  | Maria d'Alençon           | Pietro II d'Alençon           |  |  |       |  |  |                         |  |  |                      |  |
|                          |                  | Maria d'Alençon           | Marie Chamaillart di Beaumont |  |  |       |  |  |                         |  |  |                      |  |
| Renato II di Lorena      |                  | Maria d'Alençon           |                               |  |  |       |  |  |                         |  |  |                      |  |
|                          | Luigi II d'Angiò | Luigi I d'Angiò           |                               |  |  |       |  |  |                         |  |  |                      |  |
|                          | Luigi II d'Angiò | Luigi I d'Angiò           |                               |  |  |       |  |  |                         |  |  |                      |  |
|                          | Luigi II d'Angiò | Maria di Blois            |                               |  |  |       |  |  |                         |  |  |                      |  |
| Renato d'Angiò           | Luigi II d'Angiò |                           |                               |  |  |       |  |  |                         |  |  |                      |  |
|                          |                  | Iolanda d'Aragona         | Giovanni I d'Aragona          |  |  |       |  |  |                         |  |  |                      |  |
|                          |                  | Iolanda d'Aragona         | Giovanni I d'Aragona          |  |  |       |  |  |                         |  |  |                      |  |
|                          |                  | Iolanda d'Aragona         | Iolanda di Bar                |  |  |       |  |  |                         |  |  |                      |  |
| Iolanda d'Angiò          |                  | Iolanda d'Aragona         |                               |  |  |       |  |  |                         |  |  |                      |  |
|                          |                  | Carlo II di Lorena        | Giovanni I di Lorena          |  |  |       |  |  |                         |  |  |                      |  |
|                          |                  | Carlo II di Lorena        | Giovanni I di Lorena          |  |  |       |  |  |                         |  |  |                      |  |
|                          |                  | Carlo II di Lorena        | Sofia di Württemberg          |  |  |       |  |  |                         |  |  |                      |  |
| Isabella di Lorena       |                  | Carlo II di Lorena        |                               |  |  |       |  |  |                         |  |  |                      |  |
|                          |                  | Margherita del Palatinato | Roberto del Palatinato        |  |  |       |  |  |                         |  |  |                      |  |
|                          |                  | Margherita del Palatinato | Roberto del Palatinato        |  |  |       |  |  |                         |  |  |                      |  |
|                          |                  | Margherita del Palatinato | Elisabetta di Norimberga      |  |  |       |  |  |                         |  |  |                      |  |
|                          |                  | Margherita del Palatinato |                               |  |  |       |  |  |                         |  |  |                      |  |